# Малино (станция)
Ма́лино — железнодорожная станция Большого кольца Московской железной дороги на участке Яганово — Михнево. Находится в одноимённом рабочем посёлке городского округа Ступино Московской области. Входит в Московско-Горьковский центр организации работы станций ДЦС-8 Московской дирекции управления движением. По основному характеру работы является промежуточной, по объёму работы отнесена к 4 классу. 
Станция расположена у северного края посёлка Малино. К юго-западу от станции также расположено село Березнецово. К востоку от станции расположен переезд местной автодороги «Панино — Никоновское — Малино», в посёлке Малино это улица Горького. 

## Описание
Всего на станции три транзитных пути: два главных (№ I, II), дополнительный № 3 с северной стороны. Один тупиковый путь с северной стороны № 4, а также подъездной путь к складскому комплексу АО «Малино», расположенному с северной стороны станции.
На станции — две низкие пассажирские платформы для пригородных электропоездов. Островная находится между главными путями, боковая находится с южной стороны у пути № I, рядом с ней — вокзальное здание для пассажиров.
Станция расположена на участке Большого кольца, появившегося в результате спрямления кольца в 1967 (по другим данным в 1973) году.
Движение от станции возможно в двух направлениях:
- По кольцу на запад: на Михнево и далее на  Столбовую, Сандарово и Кресты
- По кольцу на восток: на Яганово и далее на Воскресенск, Егорьевск, Куровскую

Участок Большого кольца обслуживается электропоездами депо Домодедово Павелецкого направления.
Станция является транзитной для всех пригородных электропоездов. Летом работают две пары прямого маршрута электропоезда Москва-Павелецкая — Яганово. Остальные маршруты чисто кольцевые: летом 5 поездов на Яганово и далее, 6 поездов на Михнево и далее, зимой компенсируются прямые маршруты, и всего 6 на Яганово, 8 на Михнево.